# كودي رانسوم
كودي رانسوم (بالإنجليزية: Cody Ransom)‏ هو لاعب كرة قاعدة أمريكي، ولد في 17 فبراير 1976 في ميسا في الولايات المتحدة.

## وصلات خارجية
- كودي رانسوم على موقع دوري كرة القاعدة الرئيسي (الإنجليزية)
- كودي رانسوم على موقع الدوري الياباني لكرة القاعدة (الإنجليزية)
- كودي رانسوم على موقعبيزبول رفرنس.كوم (الدوري الرئيسي) (الإنجليزية)
- كودي رانسوم على موقعبيزبول رفرنس.كوم (الدوري الثانوي) (الإنجليزية)
- كودي رانسوم على موقع إي إس بي إن.كوم (أم.أل.بي) (الإنجليزية)
- كودي رانسوم على موقع مشجعي الرسوم البيانية (الإنجليزية)